# Communauté de communes Saulieu-Morvan
La Communauté de communes Saulieu-Morvan est une communauté de communes française, située dans le département de la Côte-d'Or et la région Bourgogne-Franche-Comté.

## Histoire
La communauté de communes de Saulieu a été créée le 1er janvier 2004, entraînant la suppression du syndicat intercommunal à vocation multiple (SIVOM) existant.
Au 1er janvier 2014 elle intègre les communes de Rouvray et Sincey-lès-Rouvray, à la suite de la dissolution de la Communauté de communes Morvan-Vauban.
La Communauté de communes de Saulieu regroupe les communes du canton de Saulieu à l'exception de Juillenay et Montlay-en-Auxois.
En octobre 2023 la Communauté de communes change de nom et devient la Communauté de communes Saulieu-Morvan,.

## Composition
La communauté de communes est composée des 12 communes suivantes :

| Nom                     | Code Insee | Gentilé         | Superficie (km2) | Population (dernière pop. légale) | Densité (hab./km2) |
| ----------------------- | ---------- | --------------- | ---------------- | --------------------------------- | ------------------ |
| Saulieu (siège)         | 21584      | Sédélociens     | 32,03            | 2 269 (2022)                      | 71                 |
| Champeau-en-Morvan      | 21139      | Champeliens     | 33,95            | 223 (2022)                        | 6,6                |
| Molphey                 | 21422      | Molphinois      | 7,58             | 130 (2022)                        | 17                 |
| La Motte-Ternant        | 21445      | Lamotterais     | 21,32            | 150 (2022)                        | 7                  |
| La Roche-en-Brenil      | 21525      | Rochelois       | 50,85            | 909 (2022)                        | 18                 |
| Rouvray                 | 21531      | Rouvraysiens    | 9,48             | 503 (2022)                        | 53                 |
| Saint-Andeux            | 21538      | Andéoliens      | 11,84            | 118 (2022)                        | 10                 |
| Saint-Didier            | 21546      | Saint-Didierois | 21,14            | 199 (2022)                        | 9,4                |
| Saint-Germain-de-Modéon | 21548      |                 | 16,31            | 174 (2022)                        | 11                 |
| Sincey-lès-Rouvray      | 21608      |                 | 8,73             | 103 (2022)                        | 12                 |
| Thoisy-la-Berchère      | 21629      |                 | 34,74            | 305 (2022)                        | 8,8                |
| Villargoix              | 21687      | Villargosiens   | 17,45            | 144 (2022)                        | 8,3                |

## Administration

### Siège
Le siège de la communauté de communes est situé à Saulieu.

### Les élus
La communauté de communes est gérée par un conseil communautaire composé de 30 membres représentant les communes membres et élus pour une durée de six ans. Leur nombre dépend de la population de la commune au moment du renouvellement des conseillers.

### Présidence
Le conseil communautaire du 16 juillet 2020 a élu sa présidente, Maryse Bollengier, maire de Champeau-en-Morvan.
| Période         | Période  | Identité               | Étiquette | Qualité                                    |
| --------------- | -------- | ---------------------- | --------- | ------------------------------------------ |
| 2004            | 2008     | Annie Feuchot          |           | Conseillère municipale de la Motte-Ternand |
| 2008            | 2014     | Anne-Catherine Loisier | UDI       | Maire de Saulieu                           |
| 2014            | 2017     | Anne-Catherine Loisier | UDI       | Maire de Saulieu                           |
| 2017            | 2020     | Maryse Bollengier      |           | Maire de Champeau-en-Morvan.               |
| 16 juillet 2020 | En cours | Maryse Bollengier      |           | Maire de Champeau-en-Morvan.               |